# Route nationale 816
Die Route nationale 816, kurz N 816 oder RN 816, war eine französische Nationalstraße.
Die Nationalstraße existierte von 1933 bis 1973 und verlief in zwei Teilen zwischen Vimoutiers und der Nationalstraße 12 nordöstlich von Mayenne. Ihre Gesamtlänge betrug 91,5 Kilometer.